# Tícia Gara
Tícia Gara (* 25. Oktober 1984 in Budapest) ist eine ungarische Schachmeisterin.

## Einzelerfolge
Tícia Gara wurde im Jahr 2000 der Titel einer Internationalen Meisterin der Frauen (WIM) verliehen, 2002 erhielt sie den Titel Schach-Großmeister der Frauen (WGM).
Tícia Gara gewann 2006, 2007 und 2019 die ungarische Frauenmeisterschaft.
Ihre beste Elo-Zahl von 2385 erreichte Tícia Gara von Juli bis September 2012, sie belegte damit den 77. Platz der FIDE-Weltrangliste der Frauen und den dritten Platz der ungarischen Frauenrangliste.

## Mannschaftsschach

### Nationalmannschaft
Tícia Gara nahm mit der ungarischen Frauenauswahl an den Schacholympiaden 2010, 2012, 2014, 2016 und 2018 teil und erreichte insgesamt 26,5 Punkte aus 43 Partien.
In den Jahren 2001, 2007, 2009, 2011, 2013, 2015, 2017 und 2019 nahm sie an den europäischen Mannschaftsmeisterschaften der Frauen teil und erreichte insgesamt 27 Punkte aus 49 Partien. Gara nahm außerdem an der Mannschaftsweltmeisterschaft der Frauen 2019 teil. 2015 und 2017 gewann sie mit Ungarn den Mitropacup der Frauen, dabei erreichte sie 2015 am zweiten Brett mit 6 Punkten aus 6 Partien das beste Einzelergebnis.

### Vereinsschach
Tícia Gara spielt in der NB I. Szabó László csoport, der höchsten ungarischen Spielklasse, seit der Saison 2008/09 bei dem in Nagykanizsa beheimateten Verein Aquaprofit-NTSK und gewann mit diesem 2009, 2010, 2011, 2012, 2013, 2014, 2015, 2016, 2017, 2018, 2019 und 2020 die ungarische Mannschaftsmeisterschaft. Vorher spielte sie für Magyar Testgyakorlók Köre Erzsébetváros (bis 2007 Postás MATÁV Sport Egyesület), mit dem sie 2005 auch am European Club Cup der Frauen teilnahm.
In der deutschen Frauenbundesliga spielte Tícia Gara in der Saison 2000/01 bei der Spielvereinigung Leipzig 1899, in der Saison 2002/03 beim USV Halle und in den Spielzeiten 2011/12 und 2012/13 für die SF 1891 Friedberg. Des Weiteren hat Tícia Gara auch schon bei der SG 1871 Löberitz und beim SV Großhansdorf gespielt, in der Saison 2014/15 spielte sie bei den SF Lilienthal von 1971 in der niedersächsischen Verbandsliga Nord.
In Frankreich spielte Tícia Gara beim Club d’Echecs d’Annemasse in der zweithöchsten Spielklasse, der Nationale I sowie in der höchsten Spielklasse der Frauen, der Top 12. Sie gewann 2014 die französische Mannschaftsmeisterschaft der Frauen. In der chinesischen Mannschaftsmeisterschaft spielte sie 2018 für Hebei.

## Sonstiges
Ihre Schwester Anita gehört auch zur ungarischen Spitze im Frauenschach. Sie trägt ebenfalls den WGM-Titel und außerdem den Titel eines Internationalen Meisters.